# Cochirleni, Constanța
Cochirleni este un sat în comuna Rasova din județul Constanța, Dobrogea, România. La recensământul din 2002 avea o populație de 1285 locuitori.